# Cricqueville-en-Auge
Cricqueville-en-Auge ist eine französische Gemeinde mit 184 Einwohnern (Stand 1. Januar 2022) im Département Calvados in der Region Normandie. Sie gehört zum Arrondissement Lisieux und zum Kanton Cabourg. 

## Lage
Sie grenzt im Norden an Périers-en-Auge, im Nordosten an Grangues, im Osten an Dozulé, im Süden an Putot-en-Auge, im Südwesten an Goustranville und im Westen an Brucourt.
Das Gemeindegebiet wird vom Flüsschen Ancre und von der Autobahn A13 durchquert.

## Bevölkerungsentwicklung
| Jahr      | 1962 | 1968 | 1975 | 1982 | 1990 | 1999 | 2008 | 2015 |
| --------- | ---- | ---- | ---- | ---- | ---- | ---- | ---- | ---- |
| Einwohner | 136  | 120  | 124  | 102  | 125  | 155  | 183  | 185  |

## Sehenswürdigkeiten
- Schloss von Cricqueville-en-Auge, Monument historique

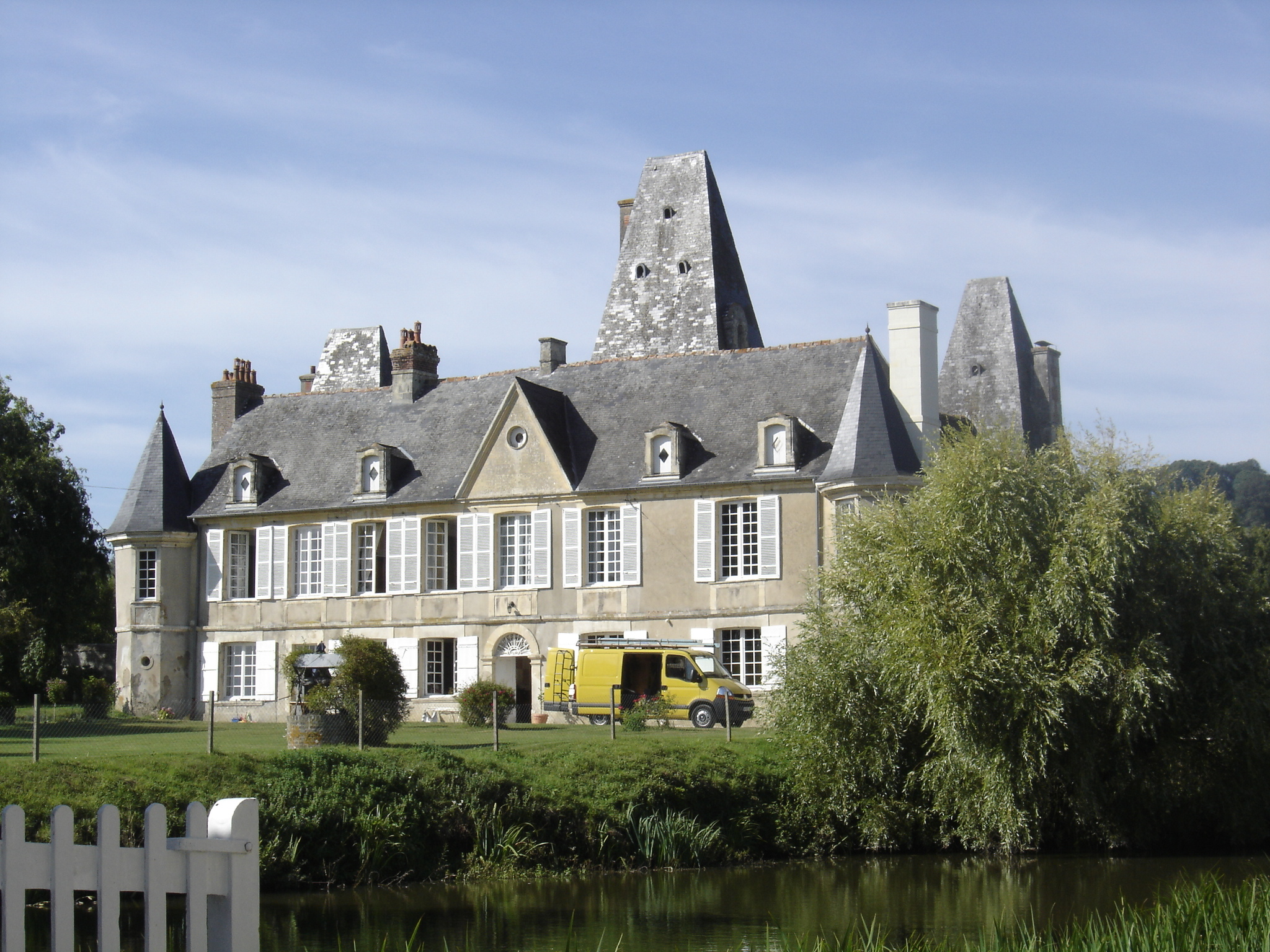
Schloss von Cricqueville-en-Auge